# Limax conemenosi
Limax conemenosi is een slakkensoort uit de familie van de Limacidae. De wetenschappelijke naam van de soort is voor het eerst geldig gepubliceerd in 1882 door O. Boettger.